# قضیه رسته بئر
قضیه رسته بئر (به انگلیسی: Baire Category Theorem)، نتیجه مهمی در توپولوژی عمومی و آنالیز تابعی است. این قضیه دو شکل دارد که هر کدام از آن‌ها شرایط کافی برای بئر بودن (یعنی فضای توپولوژیکی که اشتراک شمارایی از مجموعه‌های باز چگال در آن، هنوز هم چگال باشند) یک فضای توپولوژی را ارائه می‌کنند.
نسخه‌هایی از قضیه رسته بئر را اولین بار در ۱۸۹۷ میلادی و ۱۸۹۹ میلادی، به ترتیب ازگود و بئر مستقلاً اثبات نمودند. این قضیه بیان می‌دارد که هر فضای متریک کامل، یک فضای بئر است.

## ارجاعات
1. ↑  Haworth & McCoy 1977, p. 5.